# Aphrastochthonius major
Espèce
Aphrastochthonius major est une espèce de pseudoscorpions de la famille des Chthoniidae.

## Distribution
Cette espèce est endémique du Tamaulipas au Mexique. Elle se rencontre à Gómez Farías dans la grotte Cueva de la Capilla.

## Description
La femelle holotype mesure 1,50 mm.

## Publication originale
- Muchmore, 1973 : New and little known pseudoscorpions, mainly from caves in Mexico (Arachnida: Pseudoscorpionida). Bulletin of the Association for Mexican Cave Studies, no 5, p. 47-62 (texte intégral).